# Taivalkoski
Taivalkoski [ˈtɑi̯vɑlkɔski] ist eine Gemeinde in Finnland. Sie liegt rund 800 km nordöstlich der Hauptstadt Helsinki in der Koillismaa genannten Hügellandschaft im Nordosten des Landes.
Die Gemeinde umfasst eine Fläche von der Größe des Saarlands, hat aber nur 3825 Einwohner (Stand 31. Dezember 2022). Neben dem Kirchdorf Taivalkoski umfasst sie die weit verstreut liegenden Siedlungen Inkee, Jokijärvi, Jokikylä, Jurmu, Koitila, Kosto, Kurtti, Loukusa, Metsäkylä, Pisto, Tyrävaara und Vaarakylä.

## Geschichte
Die zuvor von den Samen besiedelte Region wurde ab dem 16. Jahrhundert von finnischen Siedlern erschlossen. Bis in das 18. Jahrhundert stellte das Dorf Jokikylä den Siedlungsschwerpunkt und die Pfarrei dar, nach der Errichtung eines Sägewerks im heutigen Kirchdorf Taivalkoski wurde dieses zum Verwaltungszentrum. Über Jahrhunderte stellten Land- und Forstwirtschaft sowie die Rentierzucht die wichtigsten Erwerbszweige dar, eine Industrialisierung erfolgte erst in der zweiten Hälfte des 20. Jahrhunderts. Heute hat die Gemeinde wie die gesamte Region mit einer Strukturschwäche und erheblicher Landflucht zu kämpfen.  In den letzten Jahren hat sich der Tourismus zu einem wichtigen Wirtschaftszweig entwickelt.

## Wappen
Beschreibung des Wappens: Im roten Wappen mit einer silbernen Säge ist durch den Tannenschnitt das silberne Schildhaupt abgeteilt.

## Persönlichkeiten
Taivalkoski ist der Geburtsort des Schriftstellers Kalle Päätalo, des Komödianten Pekka Jalava, des Skispringers Tapio Räisänen und des Eishockeyspielers Joni Pitkänen.

## Bilder des Ortes

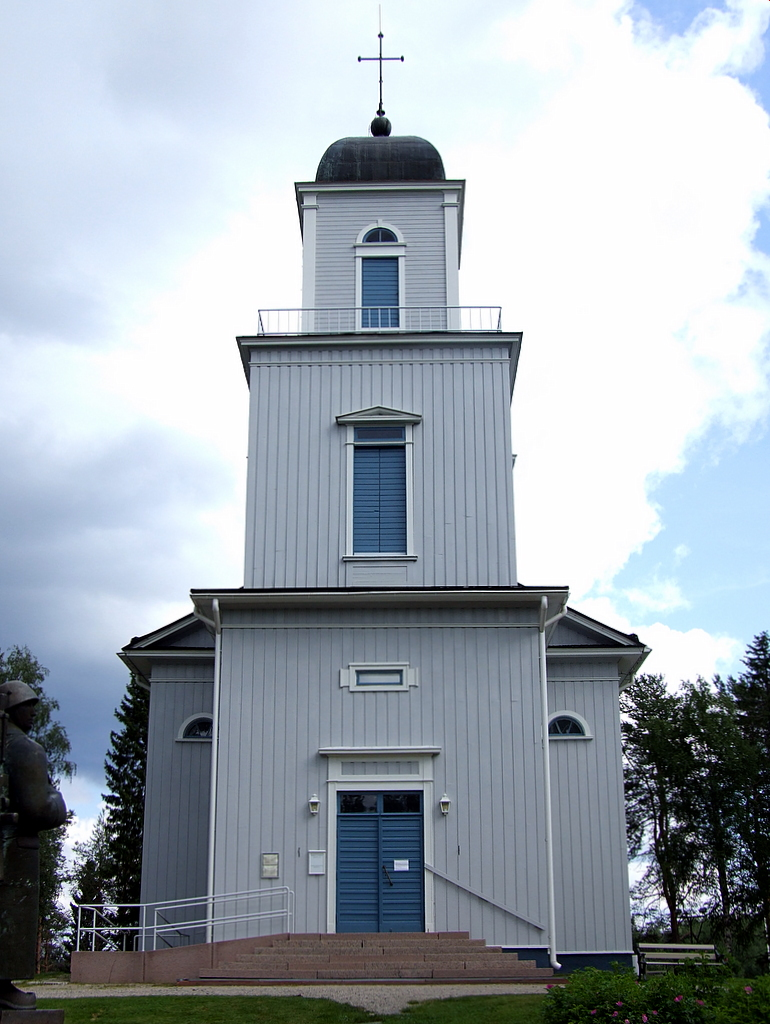
Kirche von Taivalkoski
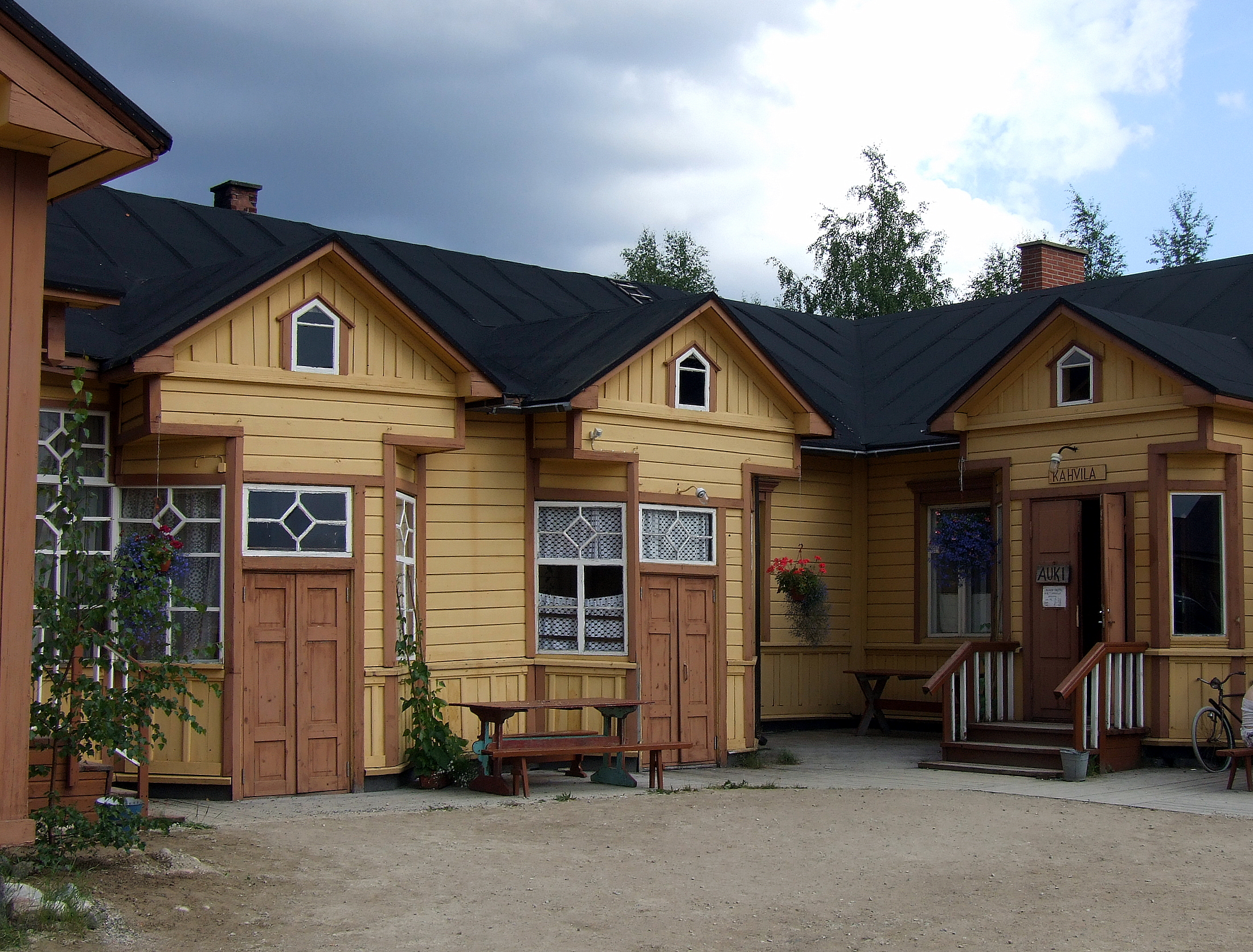
Holzhaus in Taivalkoski
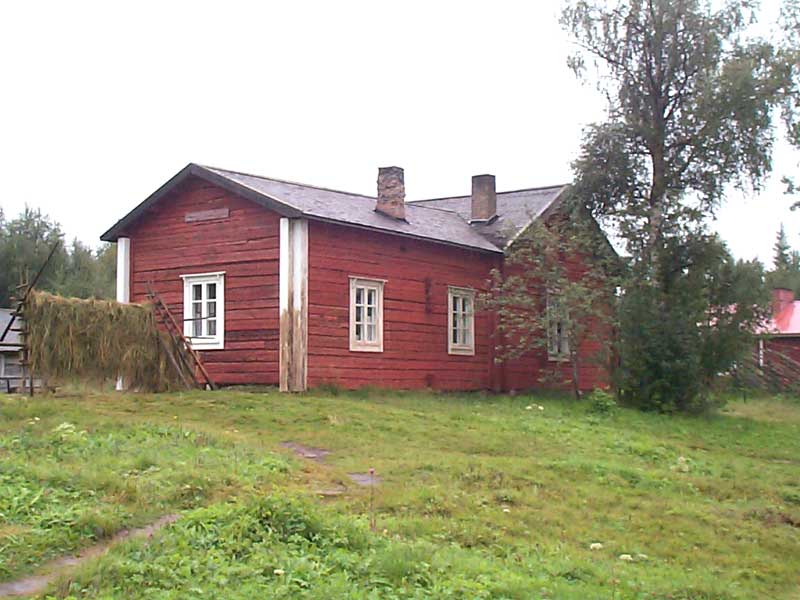
Geburtshaus von Kalle Päätalo
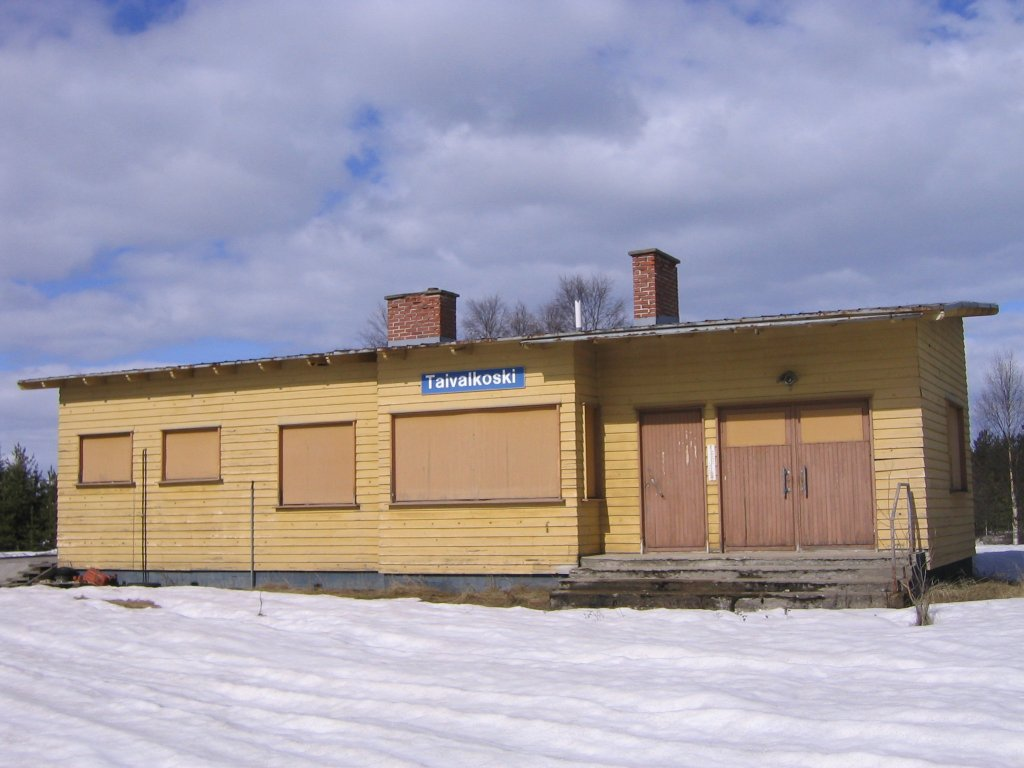
Bahnhof von Taivalkoski